# OpenDoc
OpenDoc – wieloplatformowy zbiór komponentów oprogramowania przeznaczony do tworzenia złożonych dokumentów, którego inspiracją był dawny system Xerox Star, a który miał być alternatywą dla techniki Microsoftu OLE.
Ideą OpenDoc było utworzenie zbioru niewielkich komponentów do wielokrotnego wykorzystania, które wykonywałyby specyficzne zadania, jak edytowanie tekstu czy mapy bitowej. Komponenty te (Apple nazwał je part editors, co oznacza „edytory elementów” lub „edytory części”) można było swobodnie komponować do postaci kompletnego programu. Współcześnie idea ta znajduje praktyczną realizację w systemie wtyczek do oprogramowania, jak np., rozszerzenia do przeglądarki Firefox.
OpenDoc został opracowany przez Apple w 1992 r. po tym, jak Microsoft zwrócił się do Apple'a o opinię w sprawie projektu OLE II. Apple eksperymentował od jakiegoś czasu z komponentami programowymi, opartymi na opracowanym już modelu publikowania i subskrypcji oraz języku AppleScript, które z kolei wywodziły się ze starszej techniki HyperCard. Apple przejrzał prototyp Microsoftu i jego dokumentację, zwracając listę dostrzeżonych problemów. Ponieważ obie firmy, konkurujące ze sobą mocno na rynku, nie były w stanie porozumieć się do wspólnych celów, Apple zdecydował się utworzyć otwartą alternatywę w postaci projektu OpenDoc i zwrócił się o partnerstwo do innych firm.
Pierwotnie projekt miał nazwę kodową Exemplar, potem Jedi, następnie Amber, zanim ostatecznie światło dzienne ujrzał OpenDoc. Zespół projektantów zdał sobie w połowie 1992 r. sprawę, że konieczne będzie utworzenie koalicji firm informatycznych, i Apple stworzył wspólnie z firmami IBM i WordPerfect Component Intergration Laboratories (CI Labs). W 1996 r. projekt został formalnie przejęty przez Object Management Group.
Głównymi architektami OpenDoc ze strony Apple'a byli Kurt Piersol i szef CI Labs Jed Harris. Mark Ericson z WordPerfecta zaprojektował przeniesienie systemu do Windows, co miało zapewniać bezproblemową wymianę danych między OpenDoc a OLE.
OpenDoc był jednym z najwcześniejszych eksperymentów Apple'a z technikami rozwojowymi Open Source. Apple i jego partnerzy nie opublikowali wprawdzie kodu źródłowego do szerszego wykorzystania, ale został on dostarczony programistom i testerom.
OpenDoc był pierwotnie uruchamiany z systemie Mac OS System 7.5 i był dokumentocentryczny, a nie programocentryczny. Dokumenty były tworzone z modularnych części, które mogły zawierać rozmaite typy danych, jak obrazy, fragmenty arkuszy kalkulacyjnych, tekst, a nawet multimedia w formacie QuickTime. Fragmenty te były edytowane za pomocą edytorów elementów, a także mogły być przeglądane za pomocą przeglądarek elementów, bez możliwości edytowania.
OpenDoc wyróżniał się spośród innych architektur złożonych dokumentów obsługą dynamicznych mediów - kontenery OpenDoc mogły zawierać żywą zawartość i mogły wykonywać składanie treści w czasie rzeczywistym. Architektura opierała się na zasadzie oddzielania kontenera od zagnieżdżanej treści za pomocą pośrednich obiektów, znacznie zwiększając wymienność danych. Każda część mogła był kontenerem dla innej części.
W ramach OpenDoc w Apple'u powstały m.in. edytor tekstów WAV, przeglądarka internetowa CyberDog. Technika była obsługiwana przez edytor Nisus Writer, pakiety zintegrowane RagTime i ClarisWorks. IBM włączył obsługę OpenDoc do OS/2 Warp.
OpenDoc gromadził w szczytowym momencie setki programistów, ale tempo rozwoju było niezadowalające, a na horyzoncie pojawiły się Java i pokrewne technologie, tworząc nowe sposoby budowania aplikacji. Wszystko to spowodowało, że Apple zdecydował się wstrzymać projekt, co skończyło się masową redukcją zatrudnionych w marcu 1997 r. Według niektórych źródeł, jedną z przyczyn powolnego rozwoju OpenDoc było "podkupienie" przez Microsoft kilku kluczowych programistów projektu.